# Hochzeitsmesse
Hochzeitsmessen (auch: Heiratsmessen) sind Publikumsmessen, auf denen Unternehmen die Produkte und Dienstleistungen rund um das Thema Hochzeit anbieten. Ihre Zielgruppe sind heiratswillige Paare.
Häufig anzutreffen sind Brautmodenanbieter (Brautkleider), Herrenausstatter, Juweliere (Eheringe), Gastronomiebetriebe und Cateringunternehmen (Hochzeitsfeier), Reisebüros (Hochzeitsreise), Floristen (Blumenschmuck, Brautstrauß, Tischdekoration), Fotografen, Druckereien (Einladungskarten), Stylisten,  Konditoreien (Hochzeitstorte), Künstleragenturen (Hochzeitsfeier), Anbieter von Haushaltswaren (Geschenke), Wedding-Planner, Tanzschulen, Versicherungen.
Hochzeitsmessen finden in Messehallen, Kongresszentren oder in anderen größeren Räumlichkeiten (Stadthallen, Hotels) statt, oft in jährlichem Rhythmus.